# Léon Houa

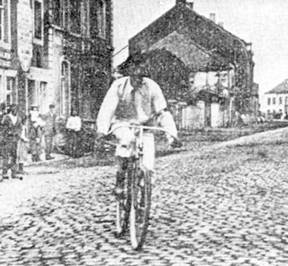
Léon Houa en course.

Léon Houa est un coureur cycliste belge, né le 8 novembre 1867 à Liège et mort le 31 janvier 1918 à Bressoux.
En 1892 et 1893, il remporte les deux premières éditions de Liège-Bastogne-Liège. Exclu de la Ligue vélocipédique belge pour professionnalisme en 1893, il devient ensuite le premier cycliste professionnel reconnu en Belgique. En 1894, il gagne à nouveau Liège-Bastogne-Liège, alors ouvert aux professionnels, et le premier championnat de Belgique sur route professionnel.
Il se reconvertit ensuite en pilote automobile, courant notamment pour Renault. Il trouve la mort lors d'un accident de la route en 1918, pendant le Tour de Belgique. 

## Palmarès
- 1892
  - Liège-Bastogne-Liège
  - 2e du championnat de Belgique sur route amateurs
- 1893
  -  Champion de Belgique sur route amateurs
  - Liège-Bastogne-Liège
  - 2e de Liège-Spa-Liège
- 1894
  -  Champion de Belgique sur route
  - Liège-Bastogne-Liège
  - 2e du championnat de Belgique de vitesse

## Hommage
En 2014, une plaque commémorative a été placée en son honneur au no 34 de la Rue du Pont à Liège, sur la façade de la maison où il résida.